# California Dreams Tour
Il California Dreams Tour è stato il secondo tour musicale della cantautrice statunitense Katy Perry, a supporto del suo terzo album in studio Teenage Dream (2010).
Iniziato a febbraio 2011 ed esteso fino a gennaio dell'anno successivo, il tour ha toccato arene in Europa, Oceania, Asia ed America.
Il tour è stato eletto il ventunesimo più redditizio della prima metà del 2011 e ha guadagnato circa 60 milioni di dollari. Durante la trentottesima edizione dei People's Choice Awards, svoltisi l'11 gennaio 2012, è stato inoltre eletto come miglior tour.

## Sinossi
Lo show è stato diviso in cinque atti più un encore: Candyfornia, Visual Touch, Katy Cat, Not Like the Movies, The Blue Tribute e l' Encore.

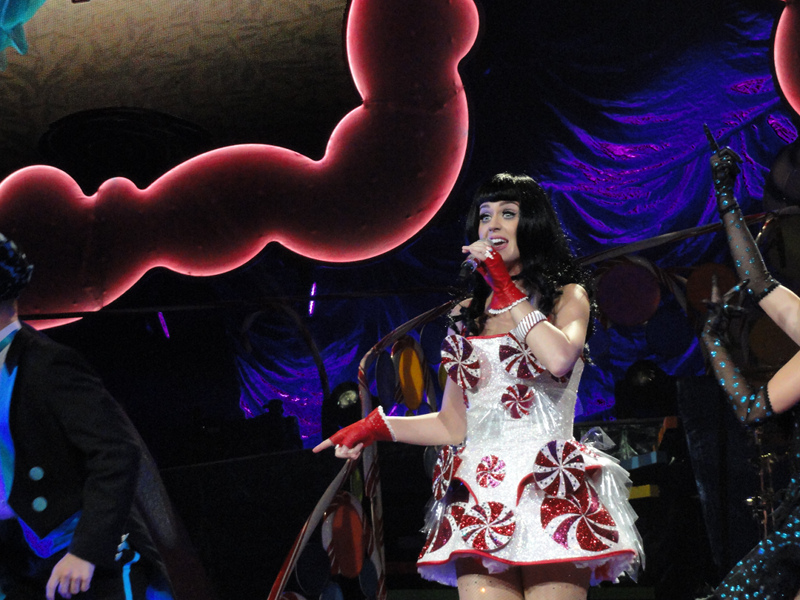
Katy Perry mentre si esibisce con Teenage Dream.

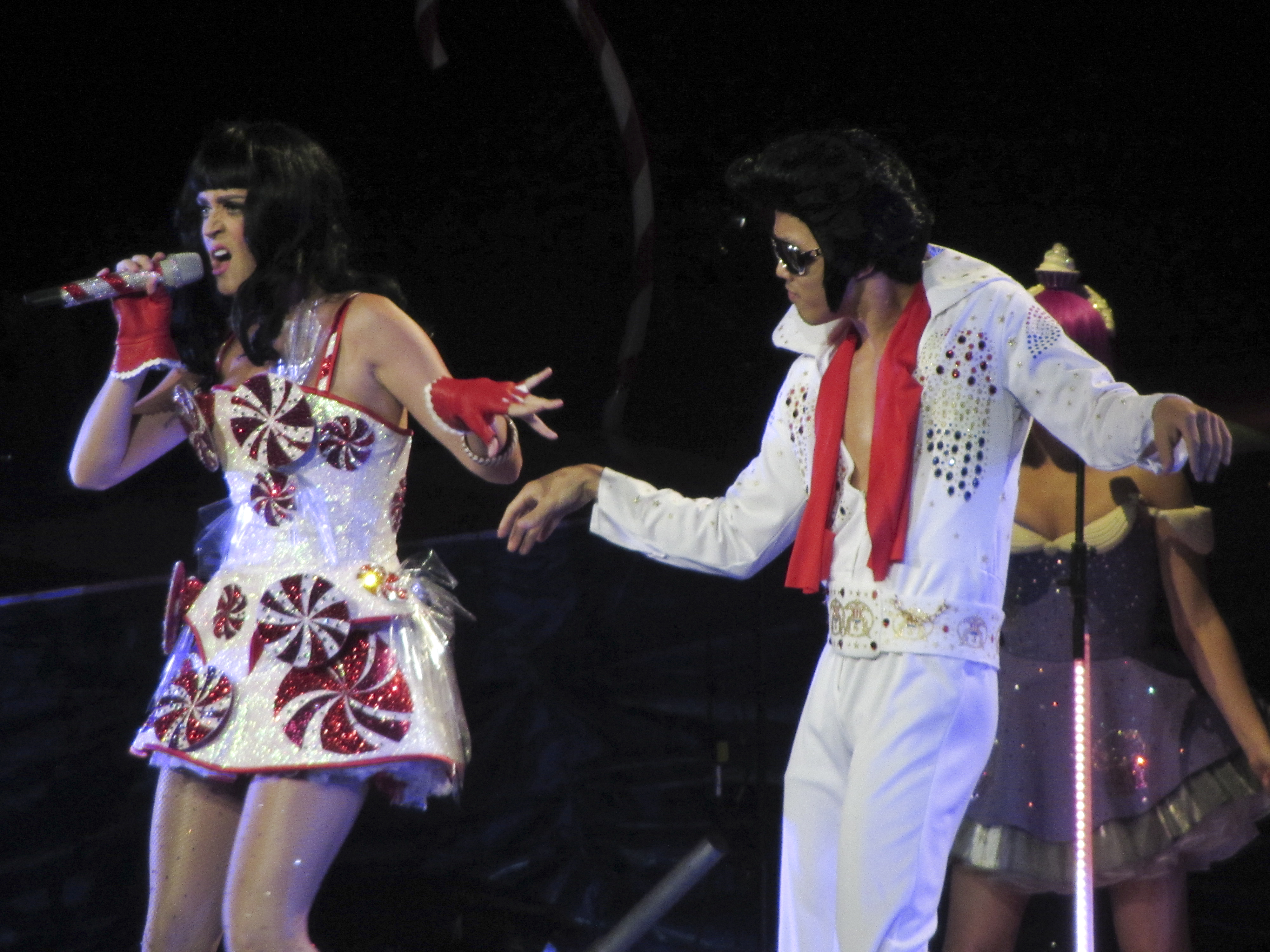
Katy Perry mentre si esibisce con Waking Up in Vegas a Pittsburgh.

Lo spettacolo comincia con un video di interludio che racconta la storia di una ragazza di nome Katy, che vive in un mondo grigio e lavora per un vecchio macellaio dispotico. Una notte, Katy sfugge alla sua opprimente realtà addormentandosi e sognando un mondo fatto di dolciumi in cui si inoltra alla ricerca della sua gatta, Kitty Purry, e del suo innamorato, il garzone del fornaio, impersonato dall'attore Nick Zano.
Successivamente, Katy in carne ed ossa appare sul palco cantando Teenage Dream accompagnata dai suoi ballerini, indossando un vestito bianco con delle caramelle bianche e rosse rotanti al di sopra.
Seguono i brani Hummingbird Heartbeat e Waking Up in Vegas, quest'ultimo accompagnato da ballerini travestiti da slot machine, ballerine in stile show di Las Vegas ed un sosia di Elvis Presley.

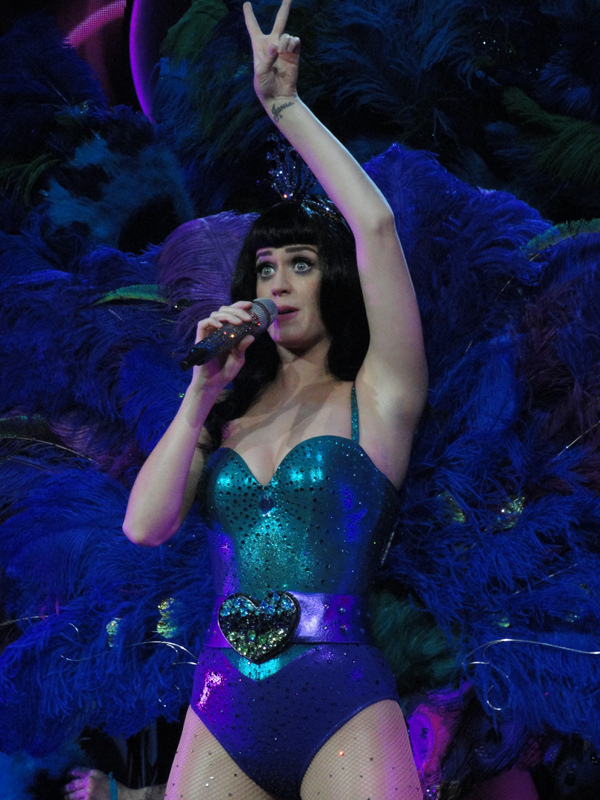
Katy Perry mentre si esibisce con Peacock.

Katy Perry lascia il palco per un cambio d'abito. Nel frattempo, gli schermi mostrano la popstar che prende una scorciatoia in una foresta di caramelle nella quale incontra due mimi dispettosi. Questi ultimi fanno la loro comparsa sul palco mentre Katy canta Ur So Gay indossando un vestito celeste . Finito il brano la cantante assaggia il brownie incantato che le offrono.
Katy si toglie poi il vestito celeste e rimane con un body blu con attaccata una coda da pavone ed esegue Peacock accompagnata da una elaborata coreografia di piume e ballerini.
Segue I Kissed a Girl interpretata con un abito da sera verdognolo molto sexy ed un ragazzo portato sul palco dal pubblico. La canzone, all'inizio, viene eseguita in una versione lenta, ma poco dopo diventa sempre più aggressiva e veloce, fino a diventare la versione originale.

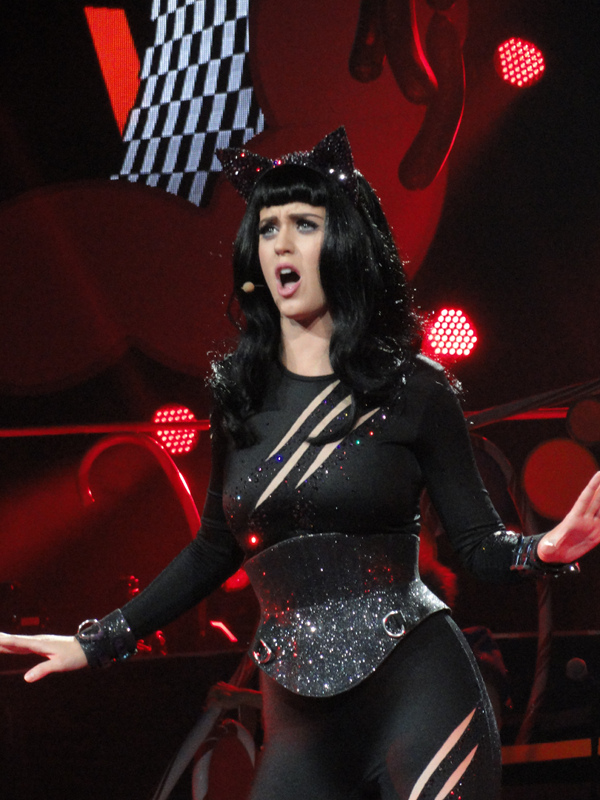
Katy Perry mentre si esibisce con Circle the Drain.

Un video introduttivo alla sezione successiva rivela che il brownie incantato ha trasformato Katy Perry in una Catwoman, tutto secondo il piano escogitato dal malvagio macellaio. Viene eseguita Circle the Drain, in cui la Perry è accompagnata sul palco dai ballerini vestiti da macellai.
Segue E.T. con il palco attraversato da raggi laser e il testo proiettato in una grafica futuristica sugli schermi.
Per Who Am I Living For? la cantante viene legata dai ballerini con degli elastici, che la sconfiggono metaforicamente. Le coriste la liberano e le fanno indossare una tunica bianca. Comincia Pearl e ad un certo punto Katy si solleva in aria, in piedi sulla schiena di due acrobati con dei tessuti aerei.

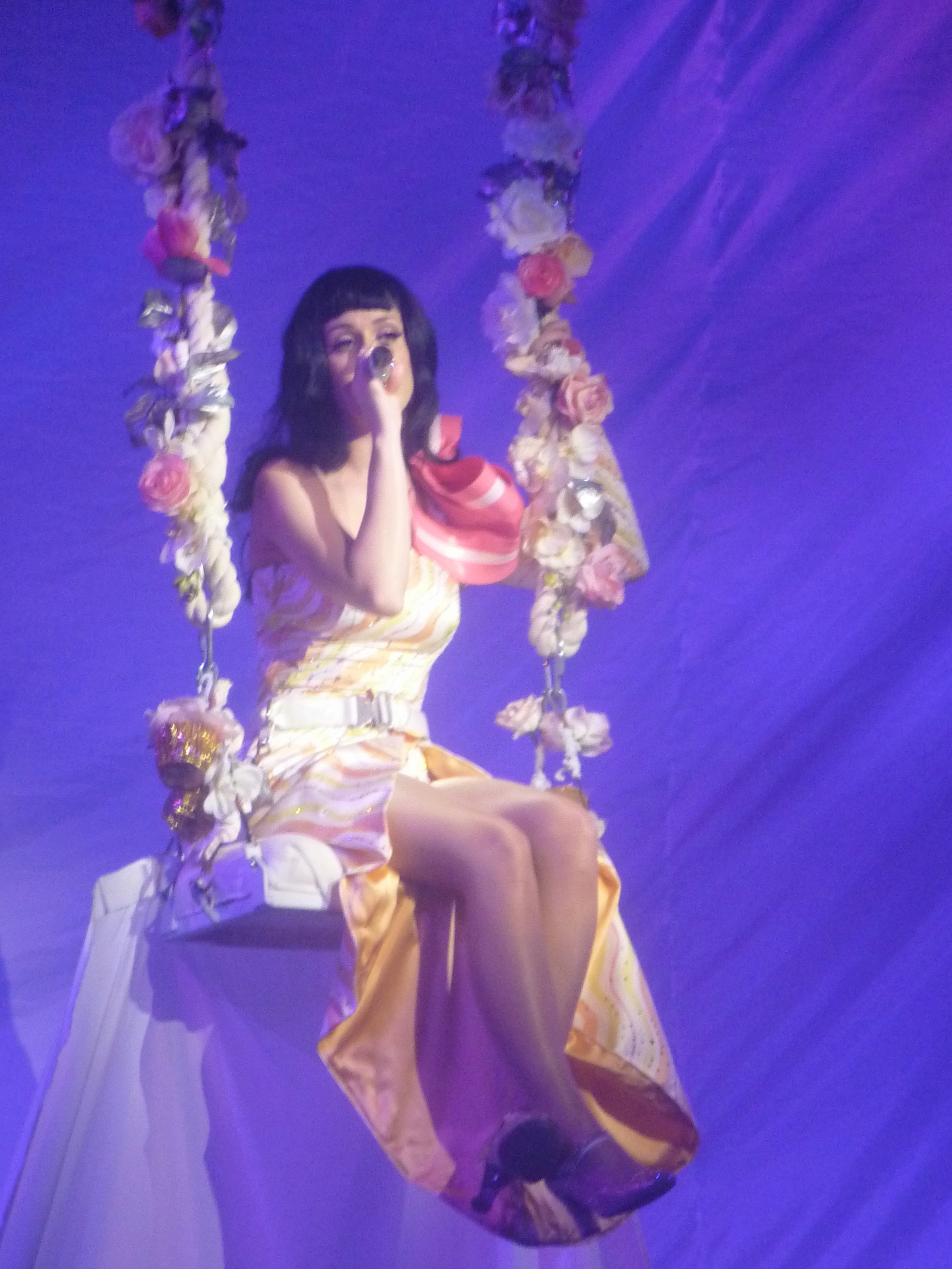
Katy Perry mentre si esibisce con Not Like the Movies a Parigi.

Dopo un breve intermezzo, la popstar riappare su un'altalena cantando Not Like the Movies.
Mentre la cantante è sollevata in aria, gli schermi proiettano scene di baci prese dai cartoni animati.
Katy Perry torna poi sul palco e imbraccia la chitarra per cantare e suonare The One That Got Away.
Segue un medley acustico di cover di Only Girl (in the World) di Rihanna, Big Pimpin' di Jay-Z, Whip My Hair di Willow Smith e Friday di Rebecca Black.
Un'enorme nuvola rosa cala successivamente sul palco e Katy la cavalca cantando Thinking of You

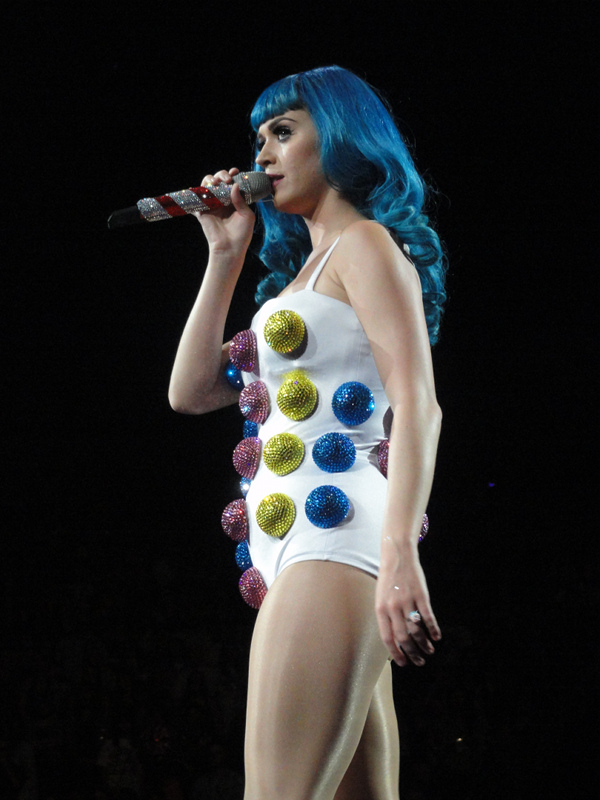
Katy Perry mentre si esibisce con Firework.

Un video mostra Katy che riesce a trovare Kitty Purry e, con indosso una parrucca blu, è diretta al Big Bakers City Ball dove incontrerà il garzone del fornaio. Katy Perry interpreta Hot n Cold cambiando sette outfit sul palco.
Segue l'inno al divertimento Last Friday Night (T.G.I.F.), eseguito mentre sugli schermi appaiono foto dei fan della popstar.
In seguito Katy torna sul palco indossando un vestito bianco con delle luci ad intermittenza ed esegue una cover della hit I Wanna Dance with Somebody (Who Loves Me) di Whitney Houston, per la quale Katy e la sua gatta Kitty Purry invitano venti fan sul palco.
Successivamente Katy fa un discorso, per poi eseguire Firework accompagnata dai fuochi d'artificio.

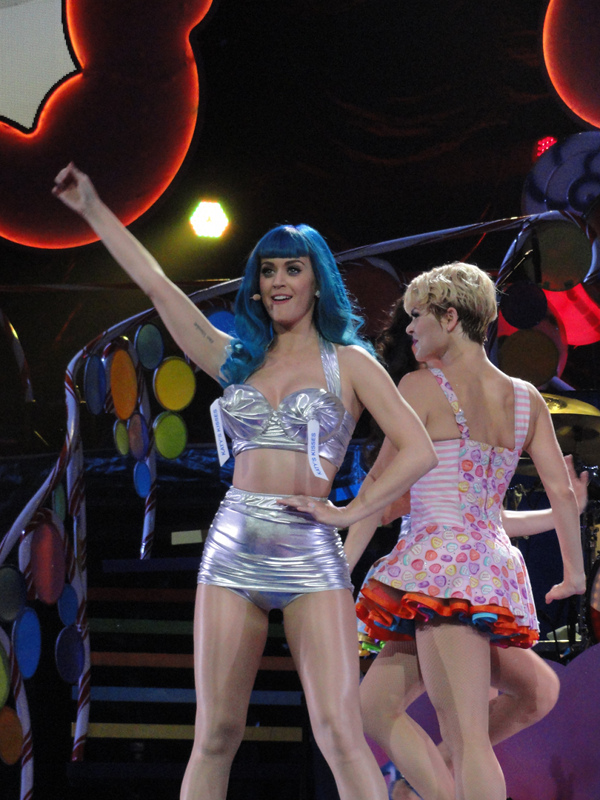
Katy Perry chiude lo show con California Gurls

Viene mostrato un video in cui si scopre che tutta la storia di Katy non era nient'altro che un sogno. Tuttavia, successivamente arriva il garzone del fornaio con un costume da omino di marzapane per consegnarle la colazione.
Katy Perry torna poi sul palco indossando un costume due pezzi grigio e chiude lo show California Gurls, eseguita insieme a degli omini di marzapane che sparano panna montata sul pubblico.

## Scaletta
Questa è la scaletta del 15 giugno 2011, la data di Columbia. Non rappresenta quella di tutte le date del tour.
1. Teenage Dream
2. Hummingbird Heartbeat
3. Waking Up in Vegas
4. Ur So Gay
5. Peacock
6. I Kissed a Girl
7. Circle the Drain
8. E.T.
9. Who Am I Living For?
10. Pearl
11. Not Like the Movies
12. Medley: Only Girl (in the World) / Big Pimpin' / Friday / Whip My Hair
13. The One That Got Away
14. Thinking of You

Interlude - I Want Candy Medley (contiene elementi di Milkshake, How Many Licks? e Tootsee Roll)
1. Hot n Cold
2. Last Friday Night (T.G.I.F.)
3. I Wanna Dance with Somebody (Who Loves Me) (contiene elementi di Girls Just Want to Have Fun)
4. Firework
5. California Gurls

### Variazioni e ospiti
- Nelle prime date del tour, I Wanna Dance with Somebody (Who Loves Me) chiudeva lo show, ma in seguito venne eseguita dopo Last Friday Night.
- Friday venne eseguita a partire dalle date oceaniche.
- Esclusivamente nella data di Lisbona, il 20 febbraio 2011, Katy ha eseguito One of the Boys al posto di Hummingbird Heartbeat.
- In alcune date europee, Katy ha eseguito una cover di Born This Way di Lady Gaga.
- Nelle date del Regno Unito, un campionamento della canzone Someone like You di Adele venne inserito in The One That Got Away.
- Nella prima data di Los Angeles, il 5 agosto 2011, Friday venne eseguita insieme a Rebecca Black.
- Nella data di Rio de Janeiro, il 23 settembre 2011 durante il Rock in Rio, Katy Perry presentò una scaletta notevolmente ridotta.

## Artisti d'apertura
La seguente lista rappresenta il numero correlato agli artisti d'apertura nella tabella delle date del tour.
- DJ Skeet Skeet = 1
- Zowie = 2
- Robyn = 3
- Marina and the Diamonds = 4
- Janelle Monáe = 5
- Oh Land = 6
- Natalia Kills = 7
- Ellie Goulding = 8

## Date
| Data              | Città                | Stato         | Luogo                         | Artisti d'apertura | Biglietti (venduti / disponibili) | Incasso     |
| Europa            | Europa               | Europa        | Europa                        | Europa             | Europa                            | Europa      |
| ----------------- | -------------------- | ------------- | ----------------------------- | ------------------ | --------------------------------- | ----------- |
| 20 febbraio 2011  | Lisbona              | Portogallo    | Arena di Campo Pequeno        | 1                  | 6.162 / 6.271                     | $283.541    |
| 23 febbraio 2011  | Assago               | Italia        | Mediolanum Forum              | 1                  | 11.218 / 11.218                   | $458.765    |
| 25 febbraio 2011  | Zurigo               | Svizzera      | Hallenstadion                 | 1                  | 5.111 / 5.111                     | $343.709    |
| 26 febbraio 2011  | Monaco di Baviera    | Germania      | Zenith di Monaco              | 1                  | 5.883 / 5.883                     | $227.176    |
| 27 febbraio 2011  | Vienna               | Austria       | Wiener Stadthalle             | 1                  | 12.332 / 12.570                   | $700.273    |
| 4 marzo 2011      | Berlino              | Germania      | Max-Schmeling-Halle           | 1                  | 7.443 / 8.950                     | $331.308    |
| 6 marzo 2011      | Francoforte sul Meno | Germania      | Jahrhunderthalle              | 1                  | 4.800 / 4.800                     | $201.365    |
| 7 marzo 2011      | Parigi               | Francia       | Zenith di Parigi              | 1                  | 12.149 / 12.149                   | $767.981    |
| 8 marzo 2011      | Parigi               | Francia       | Zenith di Parigi              | 1                  | 12.149 / 12.149                   | $767.981    |
| 10 marzo 2011     | Bruxelles            | Belgio        | Forest National               | 1                  | 8.000 / 8.000                     | $378.028    |
| 11 marzo 2011     | Colonia              | Germania      | Palladium Köln                | 1                  | 4.008 / 4.008                     | $177.640    |
| 14 marzo 2011     | Amburgo              | Germania      | Alsterdorfer Sporthalle       | 1                  | 6.916 / 6.916                     | $269.295    |
| 15 marzo 2011     | Amsterdam            | Paesi Bassi   | Heineken Music Hall           | 1                  | 5.462 / 5.607                     | $259.120    |
| 17 marzo 2011     | Londra               | Regno Unito   | Eventim Apollo                | 1                  | 14.777 / 14.777                   | $593.333    |
| 18 marzo 2011     | Londra               | Regno Unito   | Eventim Apollo                | 1                  | 14.777 / 14.777                   | $593.333    |
| 19 marzo 2011     | Londra               | Regno Unito   | Eventim Apollo                | 1                  | 14.777 / 14.777                   | $593.333    |
| 21 marzo 2011     | Manchester           | Regno Unito   | O2 Apollo Manchester          | 1                  | 7.057 / 7.221                     | $258.929    |
| 22 marzo 2011     | Manchester           | Regno Unito   | O2 Apollo Manchester          | 1                  | 7.057 / 7.221                     | $258.929    |
| 27 marzo 2011     | Liverpool            | Regno Unito   | Echo Arena                    | 1                  | 11.052 / 11.052                   | $398.646    |
| 28 marzo 2011     | Dublino              | Irlanda       | The O2                        | 1                  | 9.122 / 9.122                     | $413.390    |
| 30 marzo 2011     | Nottingham           | Regno Unito   | Capital FM Arena              | 1                  | 9.095 / 9.095                     | $327.291    |
| 31 marzo 2011     | Bournemouth          | Regno Unito   | Windsor Hall                  | 1                  | 6.211 / 6.306                     | $223.635    |
| 1º aprile 2011    | Cardiff              | Regno Unito   | Motorpoint Arena Cardiff      | 1                  | 7.530 / 7.530                     | $272.067    |
| 3 aprile 2011     | Newcastle upon Tyne  | Regno Unito   | Metro Radio Arena             | 1                  | 11.304 / 11.304                   | $412.296    |
| 4 aprile 2011     | Birmingham           | Regno Unito   | LG Arena                      | 1                  | 14.999 / 14.999                   | $543.572    |
| 5 aprile 2011     | Glasgow              | Regno Unito   | SEC Centre                    | 1                  | 5.460 / 5.460                     | $198.206    |
| 9 aprile 2011     | Londra               | Regno Unito   | Wembley Arena                 | 1                  | 11.251 / 11.507                   | $466.903    |
| Oceania           |                      |               |                               |                    |                                   |             |
| 28 aprile 2011    | Melbourne            | Australia     | Rod Laver Arena               | 2                  | 24.649 / 24.649                   | $2.228.150  |
| 29 aprile 2011    | Melbourne            | Australia     | Rod Laver Arena               | 2                  | 24.649 / 24.649                   | $2.228.150  |
| 2 maggio 2011     | Adelaide             | Australia     | Entertainment Centre          | 2                  | 8.805 / 9.426                     | $803.497    |
| 4 maggio 2011     | Sydney               | Australia     | Entertainment Centre          | 2                  | 22.834 / 24.146                   | $2.031.140  |
| 5 maggio 2011     | Brisbane             | Australia     | Entertainment Centre          | 2                  | 23.910 / 27.144                   | $2.107.890  |
| 7 maggio 2011     | Auckland             | Nuova Zelanda | Vector Arena                  | 2                  | 22.905 / 23.938                   | $1.435.140  |
| 8 maggio 2011     | Auckland             | Nuova Zelanda | Vector Arena                  | 2                  | 22.905 / 23.938                   | $1.435.140  |
| 10 maggio 2011    | Wellington           | Nuova Zelanda | TSB Bank Arena                | 2                  | 5.726 / 5.830                     | $381.959    |
| 13 maggio 2011    | Newcastle            | Australia     | Entertainment Centre          | 1 ; 2              | 7.043 / 7.407                     | $706.342    |
| 14 maggio 2011    | Sydney               | Australia     | Entertainment Centre          | 2                  | [ 14 ]                            | [ 14 ]      |
| 15 maggio 2011    | Brisbane             | Australia     | Entertainment Centre          | 2                  | [ 15 ]                            | [ 15 ]      |
| Asia              |                      |               |                               |                    |                                   |             |
| 22 maggio 2011    | Nagoya               | Giappone      | Zepp Nagoya                   | N.D.               | N.D.                              | N.D.        |
| 23 maggio 2011    | Tokyo                | Giappone      | Studio Coast                  | N.D.               | N.D.                              | N.D.        |
| 24 maggio 2011    | Tokyo                | Giappone      | Studio Coast                  | N.D.               | N.D.                              | N.D.        |
| 26 maggio 2011    | Osaka                | Giappone      | Zepp Osaka                    | N.D.               | N.D.                              | N.D.        |
| Nord America      |                      |               |                               |                    |                                   |             |
| 7 giugno 2011     | Duluth               | Stati Uniti   | The Arena at Gwinnett Center  | 3 ; 1              | 10.341 / 10.341                   | $460.845    |
| 9 giugno 2011     | Orlando              | Stati Uniti   | UCF Arena                     | 3 ; 1              | 7.792 / 7.792                     | $350.640    |
| 10 giugno 2011    | Tampa                | Stati Uniti   | St. Pete Times Forum          | 3                  | 10.558 / 10.558                   | $441.652    |
| 11 giugno 2011    | Sunrise              | Stati Uniti   | BankAtlantic Center           | 3                  | 12.014 / 12.014                   | $488.685    |
| 14 giugno 2011    | Raleigh              | Stati Uniti   | RBC Center                    | 3 ; 1              | 10.352 / 10.352                   | $429.952    |
| 15 giugno 2011    | Columbia             | Stati Uniti   | Merriweather Post Pavilion    | 3 ; 1              | 17.553 / 18.000                   | $538.879    |
| 17 giugno 2011    | Uniondale            | Stati Uniti   | Nassau Coliseum               | 3 ; 1              | 12.358 / 12.615                   | $580.647    |
| 18 giugno 2011    | Boston               | Stati Uniti   | TD Garden                     | 3 ; 1              | 12.589 / 12.589                   | $577.977    |
| 19 giugno 2011    | Newark               | Stati Uniti   | Prudential Center             | 3 ; 1              | 13.321 / 13.321                   | $580.198    |
| 23 giugno 2011    | Pittsburgh           | Stati Uniti   | Petersen Events Center        | 4 ; 1              | 8.610 / 8.610                     | $387.450    |
| 24 giugno 2011    | Filadelfia           | Stati Uniti   | Wells Fargo Center            | 4 ; 1              | 14.931 / 14.931                   | $631.978    |
| 25 giugno 2011    | Uncasville           | Stati Uniti   | Mohegan Sun Arena             | 4 ; 1              | 5.323 / 5.323                     | $239.535    |
| 28 giugno 2011    | Auburn Hills         | Stati Uniti   | The Palace of Auburn Hills    | 4 ; 1              | 14.144 / 14.144                   | $559.870    |
| 29 giugno 2011    | Toronto              | Canada        | Air Canada Centre             | 4 ; 1              | 28.794 / 28.794                   | $1.260.890  |
| 30 giugno 2011    | Toronto              | Canada        | Air Canada Centre             | 4 ; 1              | 28.794 / 28.794                   | $1.260.890  |
| 2 luglio 2011     | Montréal             | Canada        | Bell Centre                   | 4 ; 1              | 12.906 / 12.906                   | $607.562    |
| 3 luglio 2011     | Ottawa               | Canada        | Scotiabank Place              | 4 ; 1              | 13.426 / 13.596                   | $620.394    |
| 5 luglio 2011     | Cleveland            | Stati Uniti   | Quicken Loans Arena           | 4 ; 1              | 11.602 / 11.836                   | $413.850    |
| 7 luglio 2011     | Milwaukee            | Stati Uniti   | Marcus Amphitheater           | 4 ; 1              | 20.417 / 20.764                   | $596.935    |
| 13 luglio 2011    | Regina               | Canada        | Brandt Centre                 | 5 ; 1              | 6.296 / 6.466                     | $306.020    |
| 14 luglio 2011    | Winnipeg             | Canada        | MTS Centre                    | 5 ; 1              | 11.405 / 11.695                   | $542.272    |
| 16 luglio 2011    | Calgary              | Canada        | Scotiabank Saddledome         | 5 ; 1              | 12.357 / 12.727                   | $719.219    |
| 17 luglio 2011    | Edmonton             | Canada        | Rexall Place                  | 5 ; 1              | 13.701 / 13.750                   | $600.540    |
| 19 luglio 2011    | Vancouver            | Canada        | Rogers Arena                  | 5 ; 1              | 13.359 / 13.906                   | $670.037    |
| 20 luglio 2011    | Seattle              | Stati Uniti   | KeyArena                      | 3 ; 1              | 12.294 / 12.609                   | $437.120    |
| 22 luglio 2011    | Portland             | Stati Uniti   | Rose Garden                   | 3 ; 1              | 10.259 / 11.059                   | $392.854    |
| 23 luglio 2011    | Boise                | Stati Uniti   | Taco Bell Arena               | 3 ; 1              | 7.747 / 7.995                     | $310.440    |
| 25 luglio 2011    | Salt Lake City       | Stati Uniti   | EnergySolutions Arena         | 3 ; 1              | 11.745 / 12.080                   | $432.840    |
| 26 luglio 2011    | Broomfield           | Stati Uniti   | 1stBank Center                | 3 ; 1              | 5.608 / 5.868                     | $259.602    |
| 28 luglio 2011    | Grand Prairie        | Stati Uniti   | Verizon Theater               | 3 ; 1              | 6.431 / 6.431                     | $289.395    |
| 29 luglio 2011    | Houston              | Stati Uniti   | Toyota Center                 | 3 ; 1              | 12.235 / 12.235                   | $511.777    |
| 30 luglio 2011    | Austin               | Stati Uniti   | Frank Erwin Center            | 3 ; 1              | 8.429 / 8.429                     | $379.305    |
| 3 agosto 2011     | Phoenix              | Stati Uniti   | Comerica Theatre              | 3 ; 1              | 4.741 / 4.925                     | $186.145    |
| 5 agosto 2011     | Los Angeles          | Stati Uniti   | Nokia Theatre L.A. Live       | 3 ; 1              | 20.769 / 20.769                   | $745.534    |
| 6 agosto 2011     | Los Angeles          | Stati Uniti   | Nokia Theatre L.A. Live       | 3 ; 1              | 20.769 / 20.769                   | $745.534    |
| 7 agosto 2011     | Los Angeles          | Stati Uniti   | Nokia Theatre L.A. Live       | 3 ; 1              | 20.769 / 20.769                   | $745.534    |
| 9 agosto 2011     | San Diego            | Stati Uniti   | Valley View Casino Center     | 6 ; 1              | 10.306 / 10.306                   | $431.760    |
| 12 agosto 2011    | San Jose             | Stati Uniti   | HP Pavilion                   | 6 ; 1              | 12.373 / 12.660                   | $500.445    |
| 13 agosto 2011    | Santa Barbara        | Stati Uniti   | Santa Barbara Bowl            | 6                  | 9.698 / 9.698                     | $382.012    |
| 14 agosto 2011    | Santa Barbara        | Stati Uniti   | Santa Barbara Bowl            | 6                  | 9.698 / 9.698                     | $382.012    |
| 17 agosto 2011    | Kansas City          | Stati Uniti   | Sprint Center                 | 5                  | 12.995 / 12.995                   | $469.625    |
| 19 agosto 2011    | Nashville            | Stati Uniti   | Bridgestone Arena             | 5 ; 1              | 12.122 / 12.122                   | $500.567    |
| 20 agosto 2011    | Saint Louis          | Stati Uniti   | Scottrade Center              | 5 ; 1              | 12.005 / 12.005                   | $497.910    |
| 21 agosto 2011    | Rosemont             | Stati Uniti   | Allstate Arena                | 7                  | 13.617 / 13.617                   | $482.205    |
| 23 agosto 2011    | Saint Paul           | Stati Uniti   | Xcel Energy Center            | 7                  | 14.402 / 14.402                   | $476.819    |
| 1º settembre 2011 | Guadalajara          | Messico       | Auditorio Telmex              | 7 ; 1              | 8.578 / 8.578                     | $598.316    |
| 3 settembre 2011  | Città del Messico    | Messico       | Palacio de los Deportes       | 7 ; 1              | 16.884 / 16.884                   | $707.031    |
| 5 settembre 2011  | Monterrey            | Messico       | Arena Monterrey               | 7 ; 1              | 9.958 / 9.958                     | $633.530    |
| 7 settembre 2011  | San Antonio          | Stati Uniti   | AT&T Center                   | 5 ; 1              | 9.733 / 10.165                    | $398.565    |
| 8 settembre 2011  | New Orleans          | Stati Uniti   | New Orleans Arena             | 5 ; 1              | 11.496 / 11.496                   | $474.350    |
| 10 settembre 2011 | Louisville           | Stati Uniti   | KFC Yum! Center               | 5 ; 1              | 13.555 / 13.555                   | $599.319    |
| 13 settembre 2011 | Columbus             | Stati Uniti   | Nationwide Arena              | 5 ; 1              | N.D.                              | N.D.        |
| 14 settembre 2011 | Indianapolis         | Stati Uniti   | Conseco Fieldhouse            | 5 ; 1              | 9.693 / 10.360                    | $408.062    |
| 16 settembre 2011 | Omaha                | Stati Uniti   | CenturyLink Center Omaha      | 5 ; 1              | 9.967 / 13.440                    | $438.735    |
| 17 settembre 2011 | Tulsa                | Stati Uniti   | BOK Center                    | 5 ; 1              | 12.475 / 12.475                   | $519.442    |
| Sud America       |                      |               |                               |                    |                                   |             |
| 23 settembre 2011 | Rio de Janeiro       | Brasile       | Cidade do Rock                | N.D.               | N.D.                              | N.D.        |
| 25 settembre 2011 | San Paolo            | Brasile       | Jockey Club di San Paolo      | 7                  | 25.784 / 25.784                   | $2.705.710  |
| 27 settembre 2011 | Buenos Aires         | Argentina     | Estadio G.E.B.A.              | 7                  | N.D.                              | N.D.        |
| Europa            |                      |               |                               |                    |                                   |             |
| 12 ottobre 2011   | Sheffield            | Regno Unito   | Motorpoint Arena Sheffield    | 1                  | 12.650 / 12.650                   | $543.527    |
| 14 ottobre 2011   | Londra               | Regno Unito   | The O2 Arena                  | 1                  | 31.708 / 31.708                   | $1.474.670  |
| 15 ottobre 2011   | Londra               | Regno Unito   | The O2 Arena                  | 1                  | 31.708 / 31.708                   | $1.474.670  |
| 18 ottobre 2011   | Liverpool            | Regno Unito   | Echo Arena Liverpool          | 1                  | N.D.                              | N.D.        |
| 19 ottobre 2011   | Cardiff              | Regno Unito   | Motorpoint Arena Cardiff      | 1                  | N.D.                              | N.D.        |
| 24 ottobre 2011   | Belfast              | Regno Unito   | Odyssey Arena                 | 1                  | 9.932 / 9.932                     | $493.104    |
| 26 ottobre 2011   | Birmingham           | Regno Unito   | National Indoor Arena         | 1                  | 13.581 / 13.581                   | $597.314    |
| 27 ottobre 2011   | Newcastle upon Tyne  | Regno Unito   | Metro Radio Arena             | 1                  | N.D.                              | N.D.        |
| 29 ottobre 2011   | Aberdeen             | Regno Unito   | Press & Journal Arena         | 1                  | N.D.                              | N.D.        |
| 31 ottobre 2011   | Manchester           | Regno Unito   | Manchester Evening News Arena | 1                  | 15.429 / 15.429                   | $679.914    |
| 1º novembre 2011  | Glasgow              | Regno Unito   | SEC Centre                    | 1                  | N.D.                              | N.D.        |
| 3 novembre 2011   | Glasgow              | Regno Unito   | SEC Centre                    | 1                  | N.D.                              | N.D.        |
| 4 novembre 2011   | Glasgow              | Regno Unito   | SEC Centre                    | 1                  | N.D.                              | N.D.        |
| 5 novembre 2011   | Nottingham           | Regno Unito   | Capital FM Arena              | 1                  | N.D.                              | N.D.        |
| 7 novembre 2011   | Dublino              | Irlanda       | The O2                        | 1                  | 18.250 / 18.250                   | $935.460    |
| 8 novembre 2011   | Dublino              | Irlanda       | The O2                        | 1                  | 18.250 / 18.250                   | $935.460    |
| Nord America      |                      |               |                               |                    |                                   |             |
| 15 novembre 2011  | Hartford             | Stati Uniti   | XL Center                     | 8                  | 9.998 / 10.500                    | $401.772    |
| 16 novembre 2011  | New York             | Stati Uniti   | Madison Square Garden         | 8                  | N.D.                              | N.D.        |
| 19 novembre 2011  | Las Vegas            | Stati Uniti   | Mandalay Bay Events Center    | 8                  | N.D.                              | N.D.        |
| 21 novembre 2011  | Oakland              | Stati Uniti   | Oracle Arena                  | 8                  | 12.303 / 12.303                   | $554.075    |
| 22 novembre 2011  | Los Angeles          | Stati Uniti   | Staples Center                | 8                  | 13.332 / 13.332                   | $569.016    |
| 23 novembre 2011  | Los Angeles          | Stati Uniti   | Staples Center                | 8                  | N.D.                              | N.D.        |
| Asia              |                      |               |                               |                    |                                   |             |
| 19 gennaio 2012   | Bogor                | Indonesia     | SICC Auditorium               | N.D.               | N.D.                              | N.D.        |
| 22 gennaio 2012   | Pasay                | Filippine     | Mall of Asia Arena            | N.D.               | N.D.                              | N.D.        |
| Totale            | Totale               | Totale        | Totale                        | Totale             | 1.069.921 / 1.090.011 (98%)       | $52.125.081 |

### Cancellazioni
| Data             | Città        | Stato        | Luogo           | Causa                       |
| Nord America     | Nord America | Nord America | Nord America    | Nord America                |
| ---------------- | ------------ | ------------ | --------------- | --------------------------- |
| 1º dicembre 2011 | Grand Rapids | Stati Uniti  | Van Andel Arena | Conflitti di programmazione |